# عقيق بحيرة سوبيريور

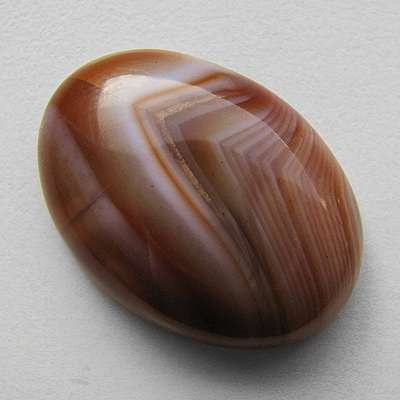
عقيق بحيرة سوبيريور ملمع

عقيق بحيرة سوبيريور نوع من الأَعِقَّةِ مبقع بالحديد يتواجد على سواحل بحيرة سوبيريور في أمريكا الشمالية. انتشاره الواسع والحلقات الملونة الغنية بالحديد يعكسان تاريخ الحجر الكريم الجيولوجي في ولايات مناسوتا ووسكانسن وميشغان. في عام 1969 اختار مجلس نواب ولاية مناسوتا عقيقَ بحيرة سوبيريور ليكون الحجر الكريم الرسمي للولاية.

## تاريخه الإراضي

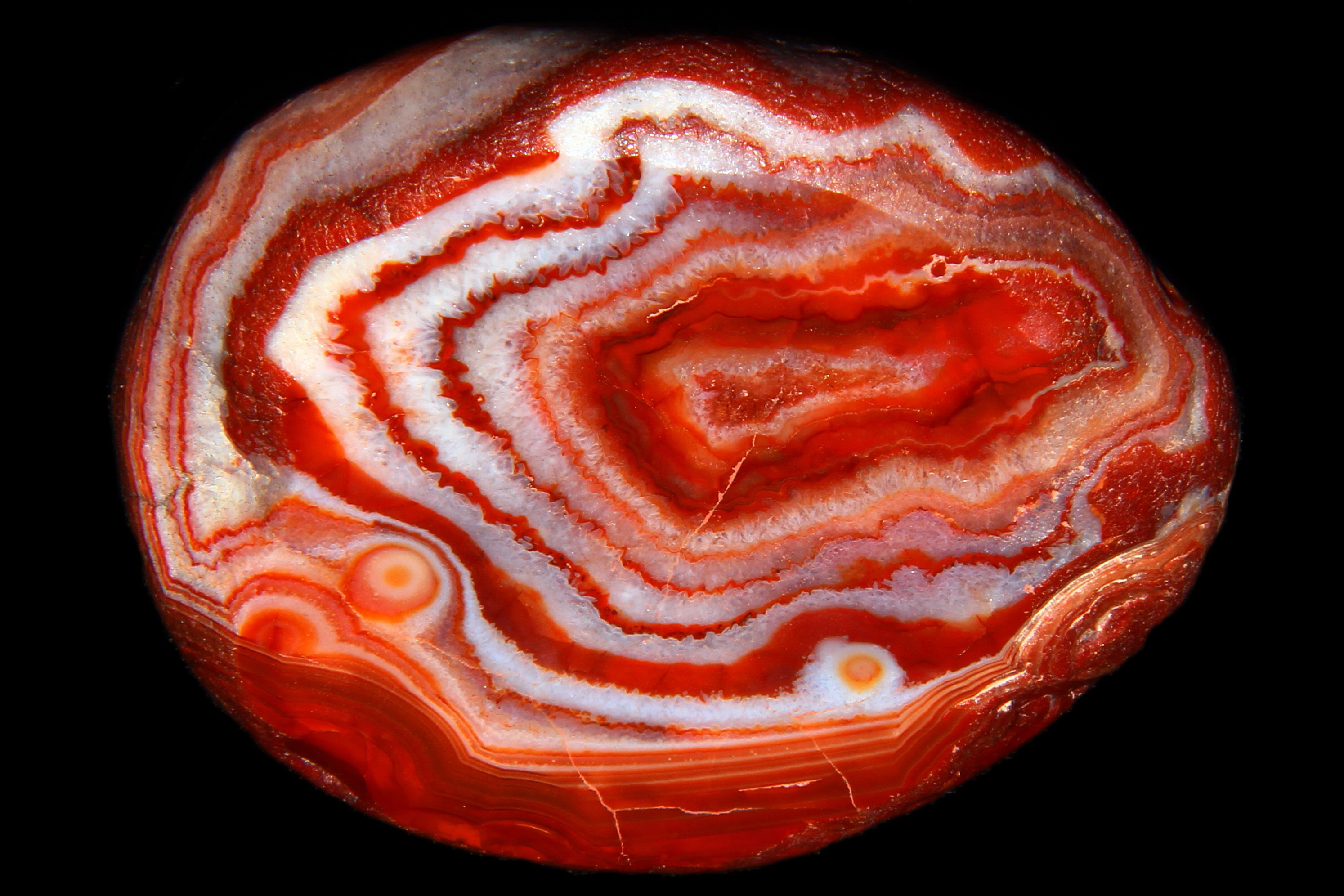
عقيق بحيرة سوبيريور - مدينة دلوث بولاية مناسوتا الأميركية

منذ أكثر من مليار عام، أخذت القارة الأميركة الشمالية تنقسم على حدود الصفائح التكتونية. كانت الصهارة تتصاعد تدفقا لموجات الحمم البركانية الغنية بالحديد في أرجاء شبكة الصدع في أوسط القارة، بما فيها منطقة الحديد في شمال ولاية مناسوتا. هذه التدفقات مكشوفة حاليا على سواحل بحيرة سوبيريور الشمالية والجنوبية. القوات التكتونية التي كانت ستقسم القارة في قسمين والتي تركت موجات الحمم، هي أقامت كذلك وعاء سوبيريور وهو منطقة منخفضة التي أصبحت حوض بحيرة سوبيريور.
تدفقات الحمم هيأت الظروف لخلق أَعِقَّة بحيرة سوبيريور. وإذ وطدت الحمم فخلقت فقاعات بخار المياه وثنائي أكسيد الكربون العالقة في الموجات الموطودة نسيجا حويصليا أي نسيجا تتسم بالملايين من الفقاعات. بعد ذلك، المياه الجوفية نقلت الحديد والسيليكا ومعادن مذوبة أخرى. وهذه المحلولات من المياه الجوفية الغنية بالمرو أودعت دوائر مركزية من المرو وهي تسمى «الخلقيدونيا» أي العقيق الأبيض.
وعلى مدى المليار سنة التالية، التعرية عرضت عددا من الحويصلات الممتلئة بالمرو، أي الأعقة، التي حررتها المياه الجارية والتفكك الكميائي في الحمم، بما أن هذه الأعقة عدت أصلب من أحجار الحمم التي كانت تحويها. ومع ذلك، إلا أن الأغلبية الساحقة من الأعقة ظلت في الحمم حتى الحادث الإراضي التالي.
خلال الأدوار الجليدية التالية، النهر الجليدي «سوبيريور» دخلت الأراضي التي هي مناسوتا حاليا من نفس الوعاء، وعاء سوبيريور وهو يمتلئ بالأعقة. النهر الجليدي التقط الأعقة على السطح ونقلها جنوبا. وحررت كذلك حركته الساحقة ودورة تجميده وتذويبه الكثير من الأعقة من إسار الحمم ونقلها أيضا. النهر الجليدي القادم كان مثل جهاز تلميع ضخم لأنه وكشط وكسر ولمع الأعقة.

## وصف

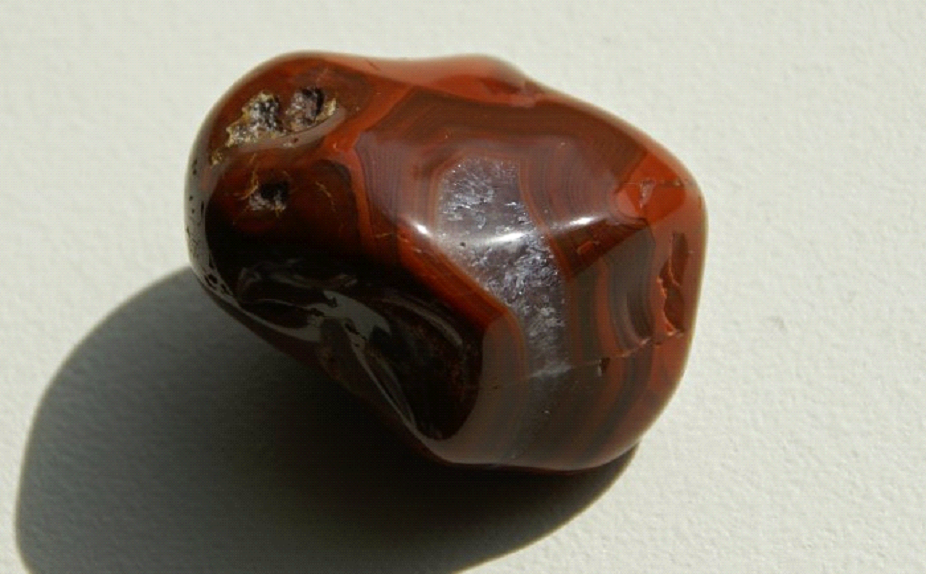
عقيق بحيرة سوبيريور من شمال مناسوتا.

عقيق بحيرة سوبيريور يتميز بألوانه الغنية بالحمرة والبرتقالية والصفرة. هذا التلوين سببه أكسدة الحديد. ويقرر تركيز الحديد وكمية الأكسجين لون الحلقات في العقيق. يمكن أن يظهر الرمادي والأسود والمغري كذلك.